# Moșe David Șub

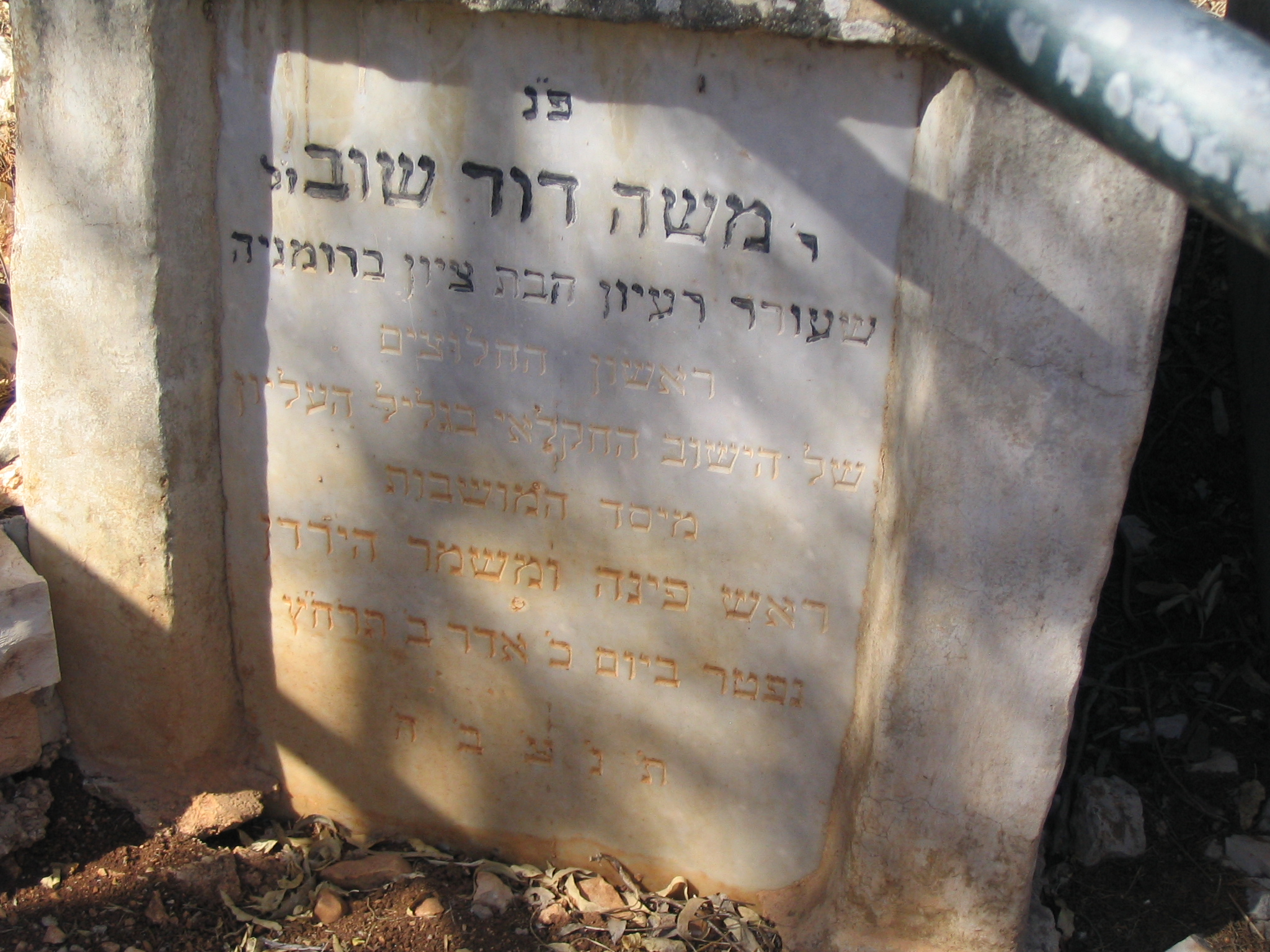
Mormântul lui Moshe David Shub la Roș Pina, Israel

Moshe David Shub, la naștere Moșe David Iancovici, în limba ebraică משה דוד שוב (n. 1854, Moinești – d. 1938, Ierusalim) a fost un activist sionist care împreună cu Mordechai Bernstein a fondat colonia agricolă Roș Pina, una dintre cele mai vechi așezări de acest gen din Israelul modern. 

## Biografie
Moșe David Iancovici s-a născut în 1854 la Moinești, în Principatul Moldovei, ca fiu al lui Haim Iacob Iancovici. El a învățat la o școală evreiască, calificându-se ca șohet (măcelar autorizat pentru tăierea rituală a animalelor, obligatorie în bucătăria tradițională evreiască). 
A fost cunoscut sub numele Shub sau Schub, fiind un nume obișnuit la evreii așkenazi, provenind, după ipoteza cea mai plauzibilă, din prescurtarea ebraică שו"ב, „șub” formată din literele inițiale ale cuvintelor care compun denumirea meseriei de măcelar și controlor al cărnii rituale (כשר, kașer); în graiul idiș moldovenesc și galițian:„kușer”)-  שוחט ובודק, citit „șohét u-vodék”.
În 1875 a încercat, împreună cu David Bucșester (sau Bukschester) de la Bucșești) și cu Zeidel Ardeni, să se strămute în Palestina. Iancovici era hasid al admorului Ițhak Friedman din Buhuși, și cu recomandarea lui a plecat la drum. Ajuns în Bulgaria, a solicitat unui pașă autorizația de a cumpăra pământ în Palestina. Pașa l-a sfătuit să mai aștepte, întrucât nu era momentul potrivit: se apropia războiul cu Rusia. Iancovici s-a întors la Moinești și, în 1881, a fondat asociația „Popularea Țării Israel prin muncă agricolă”.
În 1882, după Congresul sionist de la Focșani, 1881, Iancovici s-a ocupat de organizarea emigrării a 30 de familii de evrei din Moinești, care își exprimaseră dorința de a-l urma în Palestina. Împuternicit de aceste familii, Iancovici-Șub s-a prezentat la „haham bași” (șef-rabinul Imperiului Otoman) din Constantinopol, rabinul Moșe Halevy, pentru a-i cere sprijinul la obținerea permisului de stabilire în Palestina. Halevy i-a mijlocit o întrevedere cu ministrul Elias, care era totodată medicul sultanului. Ministrul l-a sfătuit pe Iancovici să nu depună cererea oficială, ci să cumpere teren în Palestina cu banii lui, iar el, Elias, s-a oferit să convingă sultanul să scutească emigranții, în primii ani, de plata impozitelor.
Iancovici-Shub a ajuns la Safed, in nordul Palestinei, și a început să caute terenuri. În regiunea numită astăzi Roș Pina a văzut un sat evreiesc părăsit și terenurile sale scoase la vânzare. După trei ani de secetă, în sat rămăseseră doar trei familii. Din regiunea bogată în izvoare se vede culmea înzăpezită a muntelui Hermon. Moshe David Shub a descris familiilor moineștene regiunea care seamănă cu unele ținuturi românești și a cerut autorizația de achiziționare a terenurilor. Evreii moineșteni l-au delegat pe David Bucșester să vadă și el locul și să ajute la luarea unei decizii. Iancovici-Shub și Bucșester au cumpărat pământul, iar familiile de emigranți au plecat în Palestina.
44 de familii, împreună cu familia lui David Iancovici, acum deja numit David Shub (căruia o fiică nou născută, i-a murit pe drum) și familia cumnatului său, Mordechai Bernstein, s-au îmbarcat la Galați pe vaporul Thetis, și anume 22 de familii din Moinești, 10 familii din Bârlad, 8 familii din Galați și o familie din Focșani, în total 228 de suflete.
O parte din familii, îndeosebi cele din Moinești, conduse de David Shub și Mordechai Bernstein, au ajuns la pământurile cumpărate și au fondat satul Roș Pina. Alte familii, în special cele din Galați, au fondat mai târziu satul (astăzi oraș) Zihron Yaakov.
David Shub a trăit și a muncit ca țăran, la fel ca toți ceilalți fondatori ai satului. Roș Pina a avut probleme grele, s-a confruntat cu seceta, malaria și cu atacuri ale beduinilor, care voiau să se folosească de izvoarele locale pentru oile lor.
Într-o luptă pentru apă a murit un beduin. Judecătoria otomană a decis că evreii erau nevinovați și că arabii fuseseră atacanții pe terenurile aflate în posesie evreiască. Însă, conform obiceiului local, cine omoară un om trebuie să facă Sulha (împăcare) cu familia celui ucis, altminteri nu se pune capăt încercărilor de vendetă. Pentru împăciuire era necesară o sumă mare de bani, de care coloniștii evrei nu dispuneau. Baronul Edmond de Rothschild a plătit această datorie a coloniștilor evrei din Roș Pina în schimbul transferului de proprietate: casele și parcelele lor de teren. Rothschild s-a mai obligat să le asigure hrana și să le procure animale de muncă, însă cu condiția ca localnicii să îndeplinească ordinele venite de la intermediari numiți de baron. În fapt, țăranii coloniști au devenit dependenți economic de Rothschild.
În 1886, baronul l-a numit pe David Shub director al școlii din Roș Pina, cu limba de predare ebraica, limbă străină in vremea aceea pentru elevi și familiile lor. În viața de toate zilele, coloniștii vorbeau unii cu alții în limbile idiș și română, iar ebraica era folosită numai în scopuri rituale religioase. În 1891, Edmond de Rothschild l-a trimis pe David Shub să administreze o altă așezare rurală nouă, Mișmar HaYarden. Ulterior, Iancovici-Shub a plecat în Europa, ca să strângă fonduri pentru această localitate.
În 1896, Shub a fost directorul expoziției Țării Israel (pe atunci Palestina) la Berlin și, când a apărut cartea lui Theodor Herzl, Statul evreilor, a plecat la Viena pentru a se întâlni cu autorul. Herzl și Shub s-au împrietenit, iar Shub s-a aflat în suita lui Theodor Herzl când acesta a făcut în 1898 o vizită în Palestina.
Revenit din Berlin, Shub a construit o moară la Safed (în ebraică: Țfat), dar aceasta a fost o afacere nereușită, alegându-se cu datorii mari. Pentru a putea plăti datoriile, Șuv a plecat la muncă în America. La New York a înființat o grădiniță de copii, iar la Hartford o școală.
Reîntors în Palestina în 1908, Shub a fost secretarul satului Zihron Iaakov. Mai târziu a plecat la Ierusalim, unde a activat ca profesor de ebraică. David Shub a murit la Ierusalim in 1938 și a fost înhumat la Roș Pina, unde strada principală îi poartă numele.

### Viața privată
Moshe David Shub a fost căsătorit cu Sara Hinda, originară din Bacău, cu care a avut un fiu, medicul Haim Yaakov David (Shub)(1879-1936).

## Cărți
- David Shub - Zihronot leveit David, Ierusalim 1936-1937 („Amintiri din casa lui David”)